# Vikantice
Vikantice (en allemand : Weigelsdorf) est une commune du district de Šumperk, dans la région d'Olomouc, en République tchèque. Sa population s'élevait à 79 habitants en 2023.

## Géographie
Vikantice se trouve à 5 km au sud-est du centre de Staré Město, à 18 km au nord de Šumperk et à 183 km à l'est de Prague.
La commune est limitée par Šléglov au nord-est, par Branná au nord-ouest, par Jindřichov à l'est, au sud et au sud-ouest, et par Staré Město à l'ouest.

## Histoire
La première mention écrite de la localité date de 1437.

## Transports
Par la route, Vikantice se trouve à 26 km de Šumperk, à 79 km d'Olomouc et à 217 km de Prague.